# Erzeparchie Tyros (Melkiten)

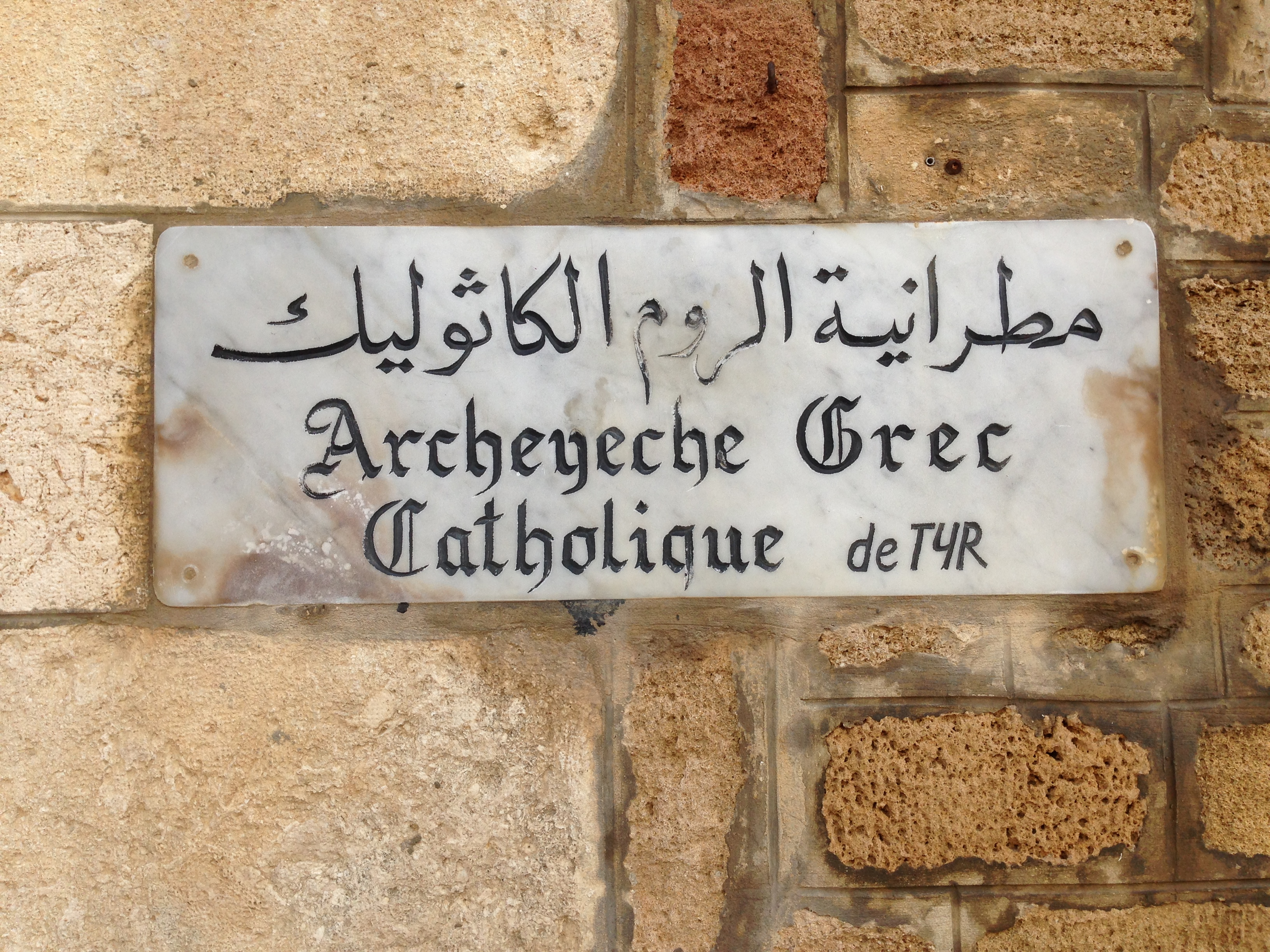

Die Erzeparchie Tyros (lateinisch Archidioecesis Tyrensis Graecorum Melkitarum) ist eine im Libanon gelegene Erzdiözese der melkitischen griechisch-katholischen Kirche mit Sitz in Tyros.

## Geschichte
Der historische Ursprung wird auf das  Neue Testament zurückgeführt. In der Apostelgeschichte wird in der Missionsreise des Apostels Paulus „Von Milet über Cäsarea nach Jerusalem“  (Apg 21,3-7 ) die Kirchengemeinde Tyrus (auch Tyros) erwähnt. Die römisch-katholische Kirche errichtete um 1124 das Erzbistum Tyrus, das Gebiet umfasste die Stadt und das Umland von Tyrus. Seit Tyrus 1291 von den muslimischen Mamluken erobert wurde, ist das Erzbistum umbenannt in Titularerzbistum Tyrus.
Die Erzeparchie Tyros der Melkitischen Griechisch-Katholischen Kirche wurde 1683 errichtet, der erste melkitische Erzbischof war Euthymios Saifi. Unter Patriarch Kyrillos VI. Tanas wurde das Melkitische Patriarchat neu organisiert, von 1752 bis 1804 wurde die Erzeparchie Sidon und 1759–1804 die Erzeparchie Akka (Jerusalem) eingegliedert.

## Erzbischöfe von Tyros
- Ignazio Karut, 1837–…
- Atanasio Kuam BS, 1867–…
- Eutimio Zulhof BS, 1886–1918
- Maximos IV. Sayegh SMSP, 1919–1933, dann Erzbischof von Beirut und Jbeil
- Agapios Salomon Naoum BS, 1933–1965
- Georges Haddad, 1965–1985

Vom 30. Dezember 1985 bis zur Wahl von Archimandrit Jean Assaad Haddad zum neuen Erzbischof war der Bischofssitz vakant und wurde durch den Generalvikar Archimandrit Paul Samaha verwaltet.
- Jean Assaad Haddad, 1988–2005
- Georges Bacaouni, 2005–2014
- Michel Abrass BA, 2014–2021
- Georges Iskandar BS, seit 2022